# Majbølle Sogn
Majbølle Sogn er et sogn i Lolland Østre Provsti (Lolland-Falsters Stift).
I 1800-tallet var Majbølle Sogn et selvstændigt pastorat. Det hørte til Musse Herred i Maribo Amt. Majbølle sognekommune blev ved kommunalreformen i 1970 indlemmet i Sakskøbing Kommune, der ved strukturreformen i 2007 indgik i Guldborgsund Kommune.
I Majbølle Sogn ligger Majbølle Kirke.
I sognet findes følgende autoriserede stednavne:
- Guldborg (bebyggelse)
- Hjelm (bebyggelse, ejerlav)
- Hjelm Ø (areal)
- Hjelms Nakke (areal)
- Majbølle (bebyggelse, ejerlav)
- Majbølle Ø (areal)
- Soesmarke (bebyggelse, ejerlav)
- Storskov (areal)